# 天正寺 (大町市)
天正寺（てんしょうじ）は、長野県大町市大町にある曹洞宗の寺院。山号は青龍山。中世の信濃国安曇郡領主仁科氏の城館跡に建立された。仁科三十三番札所の七番札所である。

## 概要
現在の本尊は明和4年（1767年）の銘のある宝冠釈迦如来坐像で、脇侍として文殊・普賢の両菩薩像があり、木食山居の作による聖観音立像や延命地蔵半跏像などがある。犬養毅の揮毫による「仁科城址」の碑がある。
山門は元禄元年（1688年）建立で往時の居館の大手門付近にあたり、城門様式による四脚門で「古城林」の扁額が掲げられている。位牌堂には仁科氏累代や歴代住職の位牌が収められている。
仁科氏の居館址は東西約170メートル、南北約110メートルで周囲に外堀が巡らせてあり、2つの廓を持っていた。遺構は大町市の史跡に指定されている。

## 歴史
鎌倉時代末期に同郡館ノ内（現・大町市社）から遷移し、戦国時代末期に滅亡するまで、約300年にわたって仁科氏の居館であった。開山は大鎮和尚。天正10年（1582年）に仁科氏が滅亡すると、遺臣や町衆達がその遺徳を偲び、菩提を弔うため、菩提寺の長性寺を居館跡へ移し、魏州太鎮和尚を開山として同12年（1584年）頃に創建した。山号は仁科盛政の法号「青龍寺殿」に由来する。
元和2年（1616年）に伽藍が焼失したが、寛永18年（1641年）に再建され、慶安2年（1649年）に江戸幕府より朱印10石を賜る。明治4年（1871年）に廃仏毀釈により廃寺となるが、明治15年（1882年）に永平寺61世久我環渓禅師によって再興され、爾来、同寺の末寺となる。

## 伽藍・境内
- 本堂
- 庫裏
- 山門
- 位牌堂
- 衆寮
- 宝蔵
- 三重小塔（長野県宝）

## 所在地
大町市大町北原町4729番地

## 交通アクセス
- JR大糸線信濃大町駅 徒歩15分